# Мислешево
Мислешево (мкд. Мислешево) је насеље у Северној Македонији, у западном делу државе. Мислешево припада општини Струга.

## Географија
Насеље Мислешево је смештено у југозападном делу Северне Македоније. Од најближег града, Струге, насеље је удаљено 3 km источно, па је у ствари градско предграђе.
Мислешево се налази у историјској области Горњи Дримкол, која се обухвата северну обалу Охридског језера, око истока Црног Дрима из језера. Насеље је смештено у Струшком пољу, које се пружа на северној страни Охридског језера. Надморска висина насеља је приближно 700 метара.
Клима у насељу, и поред знатне надморске висине, има жупне одлике, па је пре умерено континентална него планинска.

## Становништво
Мислешево је према последњем попису из 2002. године имало 3.507 становника. 
Већину становништва чине етнички Македонци (80%), а у мањини су Албанци (15%) и Цинцари (2%).
Већинска вероисповест је православље.